# Kolobovo
Kolobovo (en rus: Колобово) és un poble de la República de Komi, a Rússia, segons el cens del 2010 tenia 13 habitants.